# Osmák plchovitý
Osmák plchovitý (Octodontomys gliroides) je hlodavec z čeledi osmákovitých. Tento druh je rozšířen v jihozápadní Bolívii, severním Chile a severozápadní Argentině, žije v polohách 2000–5000 m n. m. Má válcovité tělo, světle šedé až hnědé barvy. Bříško má bělavé. Jeho váha dosahuje 100–200 g. Ocas je velmi dlouhý, jeho délka je stejná jako délka těla. Konec ocasu je opatřen štětkou prodloužených chlupů. Je to typické zvíře horských pouští, jeho životním prostředím jsou kamenné sutě, ve kterých se skrývá. Zdejší porosty jsou pouze řídké křoviny a kaktusy. S osmákem plchovitým se můžeme setkat i pod domorodým názvem chozchoz.